# Лінкольн (округ Полк, Вісконсин)
Лінкольн (англ. Lincoln) — місто (англ. town) в США, в окрузі Полк штату Вісконсин. Населення — 2099 осіб (2020).

## Демографія
Згідно з переписом 2010 року, у місті мешкало 2208 осіб у 884 домогосподарствах у складі 660 родин. Було 1301 помешкання
Расовий склад населення:
| - 98,7 % — білих - 0,3 % — корінних американців - 0,3 % — азіатів - 0,1 % — чорних або афроамериканців |

До двох чи більше рас належало 0,2 %. Частка іспаномовних становила 1,1 % від усіх жителів.
За віковим діапазоном населення розподілялося таким чином: 20,8 % — особи молодші 18 років, 60,4 % — особи у віці 18—64 років, 18,8 % — особи у віці 65 років та старші. Медіана віку мешканця становила 46,6 року. На 100 осіб жіночої статі у місті припадало 101,1 чоловіків;  на 100 жінок у віці від 18 років та старших — 99,3 чоловіків також старших 18 років.
Середній дохід на одне домашнє господарство  становив 73 219 доларів США (медіана — 64 602), а середній дохід на одну сім'ю — 80 990 доларів (медіана — 76 579). Медіана доходів становила 51 429 доларів для чоловіків та 35 815 доларів для жінок. За межею бідності перебувало 8,4 % осіб, у тому числі 8,5 % дітей у віці до 18 років та 8,3 % осіб у віці 65 років та старших.
Цивільне працевлаштоване населення становило 1060 осіб. Основні галузі зайнятості: освіта, охорона здоров'я та соціальна допомога — 25,0 %, виробництво — 19,7 %, мистецтво, розваги та відпочинок — 11,7 %, роздрібна торгівля — 8,8 %.